# Вся Рок-Украина
Вся Рок-Україна — альбом, записаний у 2008 році студією звукозапису «100% records». До альбому увійшли пісні 38 гуртів з 29 міст України.

## Трекліст
1. Затерянный Город (Васильків) – Байкеры [6:42]
2. Алхимия (Одеса) – Любов [4:50]
3. Тетис (Київ) – Шервудский лес [4:34]
4. Доброе Утро (Кривий Ріг) – Стук в Окно [4:31]
5. Noble Sound (Київ) – Afraid of how I feel [4:21]
6. Параноja (Буча) – Добрії люде [2:36]
7. Dionis (Київ) – Время [5:09]
8. Ин Тим (Київ) – Ананасы  [4:51]
9. Исток (Одеса) – Нате! [3:03]
10. Реальная Ситуация (Керч) – Ева Браун [2:19]
11. Go Baga Band (Теплодар) – Гимн молдавских строителей [3:28]
12. Коло Дій (Запоріжжя) – До діда [5:26]
13. Сад (Дніпропетровськ) – Зірка-Футбол [5:01]
14. Крылья (Миколаїв) – Время пошло [5:57]
15. Giuntare (Львів) – Не шукай [4:10]
16. Караван Планет (Донецьк) – Я вернусь весной [3:01]
17. Skip Job Step (Шостка) – Why are you crying? [5:47]
18. Ренесанс (Ірпінь) – Під вербою [3:42]
19. Ананас (Бурштин) – Продай тело [3:39]
20. Рай (Дніпро) – Я выбираю [4:12]
21. Летаргия (Маріуполь) – Разбег [4:27]
22. DИРЕКТОРіЯ (Луганськ) – Ти Здатний [3:13]
23. ЛихоЛесье (Горлівка) – Все сходится [3:27]
24. Sunrise (Київ) – Ілюзія життя [5:25]
25. Postsense (Біла Церква) – Щуряча совість [4:28]
26. Alice in Wonderland (Житомир) – Secret of our Love [5:10]
27. Artania (Кременчук) – Слезы как дождь [3:13]
28. Листопад (Івано-Франківськ) – Воїни УПА [3:46]
29. І-Тімад (Полтава) – Гон [3:13]
30. Три (Суми) – Тот, кто хочет больше всех [3:10]
31. Моноліт (Шостка) – Слава Україні [5:40]
32. Стереошок (Херсон) – Моторы [3:15]
33. Эспада (Кіровоград) – Отрута [3:26]
34. Берег Бонанзи (Полтава) – Кап-Кап-Кап [4:18]
35. Вурдалаки (Черкаси) - … червоної рути [4:23]
36. Extasy (Рівне) – Швидкість [4:20]
37. Гра Втемну (Миколаїв) – Війна [3:25]
38. Система Корр (Коростень) – Лабиринт [3:37]